# Upside Down (film, 2012)
Pour les articles homonymes, voir Upside Down (homonymie).
Pour plus de détails, voir Fiche technique et Distribution.
Upside Down ou Un monde à l'envers au Québec est un film franco-canadien réalisé par Juan Solanas, sorti en 2012.
Le scénario est coécrit par le réalisateur et Santiago Amigorena.

## Synopsis
Adam et Eden vivent dans un univers dans lequel deux planètes vivent l'une en dessous de l'autre avec des centres de gravité opposés, où toute matière d'un monde obéit à la gravité de celui-ci. Eden vit dans le monde d'en haut, prospère et riche, et Adam vit dans le monde d'en-bas, monde pauvre. Lorsqu'ils sont petits, Adam et Eden prennent l'habitude de se retrouver sur la montagne de la sagesse où les deux mondes se touchent presque. Adolescents, ils sont amoureux mais il est interdit de communiquer entre les deux mondes et la police les surprend lorsqu'ils sont ensemble. Alors qu'Adam aide Eden à retourner sur son monde, la police lui tire dessus et il lâche Eden qui tombe et se frappe la tête. À la suite de cet accident, Eden devient amnésique et Adam ne peut plus revenir à la montagne de la sagesse.
Dix ans plus tard, Adam voit Eden à la télévision et tente l'impossible en défiant les lois de la gravité.

## Fiche technique
Sauf indication contraire, les informations mentionnées dans cette section peuvent être confirmées par la base de données cinématographiques IMDb,  présente dans la section « Liens externes ».
- Titre original et français : Upside Down
- Titre québécois : Un monde à l'envers
- Réalisation : Juan Solanas
- Scénario, adaptation et dialogues : Juan Solanas, Santiago Amigorena et Pierre Magny
- Musique : Benoît Charest
- Direction artistique : Jean-Pierre Paquet et Isabelle Guay
- Décors : Alex McDowell
- Costumes : Nicoletta Massone
- Photographie : Pierre Gill
- Son : Luc Boudrias, Patrick Rousseau, Jean-Alexandre Villemer
- Montage : Paul Jutras
- Production : Dimitri Rassam, Aton Soumache, Alexis Vonarb, Claude Léger et Jonathan Vanger 
  - Production déléguée : James W. Skotchdopole et Phil Hope
  - Coproduction : Frédérique Dumas et Grégoire Melin[1]
- Sociétés de production[2] :
  - France : Onyx Films, Studio 37, Kinologic Films, Jouror Productions et France 2 Cinéma
  - Canada : Les Films Upside Down Inc., Upside Down Films et Transfilm
- Sociétés de distribution[3] : Warner Bros. France (France) ; Belga Films (Belgique) ; Les Films Séville (Québec)
- Budget : 34 312 577 €[4]
- Pays de production :   France,  Canada
- Langues originales : anglais, espagnol
- Format[5] : couleur - 35 mm / D-Cinema - 2,35:1 (Cinémascope) - son DTS | Dolby Digital
- Genre : science-fiction, romance, thriller, drame
- Durée : 109 minutes
- Dates de sortie[6] :
  - France : 27 mars 2013 (Festival International du Cinéma de Tours) ; 1er mai 2013 (sortie nationale)
  - Belgique : 11 avril 2013 (Festival international du film fantastique de Bruxelles) ; 1er mai 2013 (sortie nationale)[7]
  - Québec : 26 avril 2013[8]
- Classification[9] :
  - France : tous publics[10]
  - Belgique : tous publics (Alle Leeftijden)[7]
  - Québec : tous publics (G - General Rating)[8]

## Distribution
- Jim Sturgess (V. F. : Donald Reignoux) : Adam Kirk
- Kirsten Dunst (V. F. : Marie-Eugénie Maréchal) : Eden Moore
- Timothy Spall (V. F. : Michel Papineschi) : Bob Boruchowitz
- Blu Mankuma (V. F. : Gérard Dessalles) : Albert
- James Kidnie (V. F. : Jean-Luc Kayser) : William Lagavullan
- Nicholas Rose (V. F. : Fabrice Fara) : Pablo
- Holly O'Brien (V. F. : Marion Koen) : Paula
- Jesse Sherman : Kevin
- Frank M. Ahearn : Flynn

Source et légende : Version française (V. F.) sur AlloDoublage

## Musique
Outre la musique originale, composée par le Québécois Benoît Charest, le film inclut plusieurs chansons qui n'ont pas été composées pour le film :
- Svefn-g-englar et Bíum bíum bambaló, interprétées par Sigur Rós (la seconde étant issue de la bande originale du film islandais Les Anges de l'univers)
- River Sister et Obstacles, interprétées par Syd Matters
- Driftwood, interprétée par Aggie

## Distinctions
En 2014, Upside Down a été sélectionné 6 fois dans diverses catégories et n'a remporté aucune récompense.

### Nominations
- Académie des films de science-fiction, fantastique et d'horreur - Prix Saturn 2014 : Meilleur film indépendant.
- Prix Écrans canadiens 2014 :
  - Meilleures images pour Pierre Gill,
  - Meilleurs effets visuels pour Annie Normandin, Dominic Daigle, François Dumoulin, Marc Morissette et Olivier Goulet.
- Prix Jutra 2014 :
  - Meilleure direction artistique pour Isabelle Guay, Jean-Pierre Paquet et Réal Proulx,
  - Meilleure musique originale pour Benoît Charest,
  - Meilleurs costumes pour Nicoletta Massone.